# Нервьяно
Нервьяно (итал. Nerviano) — город в Италии, в провинции Милан области Ломбардия.
Население составляет 17 523 человека (на 2004 г.), плотность населения составляет 1286 чел./км². Занимает площадь 13 км². Почтовый индекс — 20014. Телефонный код — 0331.
Покровителем коммуны почитается святой Фирм, празднование 9 августа.